# Парк имени Сакена Сейфуллина
Парк им. Сейфуллина расположен в Турксибском районе города Алматы на пересечении улиц Щербакова и Шолохова, рядом и через весь город миллионник проходит проспект Сейфулина. На его территории имеется детские площадки и спортивные снаряды. В центре расположен небольшой фонтан.

## История
1950 Парк имени Сейфуллина заложен на площади 18 га. В советские годы находился в ведении Управления парками Алма-Атинского ГорИсполКома и Министерства культуры
1990 Находился под управлением и содержанием акимата Турксибского района
27 ноября 2021 сквер отремонтировали, обустроили современный скейт-парк